# Tomàs Roig i Llop
Tomàs Roig i Llop (Barcelona, 29 de setembre de 1902 - Barcelona, 1987) fou un escriptor català, pare de l'escriptora Montserrat Roig i de l'actriu Glòria Roig.
Es llicencià en dret a la Universitat de Barcelona i durant la Segona República Espanyola fou perit cal·ligràfic i director de la revista Catalunya Ràdio, portaveu de l'emissora Ràdio Associació de Catalunya. Estava vinculat a la UDC i a la Lliga Regionalista  Després de la guerra civil espanyola treballà a Radio España de Barcelona i a Radio Nacional de España.
El seu estil com a escriptor es correspon amb el de la narrativa psicològica i dramàtica, amb reminiscències postmodernistes influenciades per Víctor Català o Prudenci Bertrana, a qui reconeixia com a mestre. Va escriure també teatre i biografies de personatges il·lustres amb el nom de siluetes epigramàtiques. També fou autor d'una autobiografia en dos volums.
El 1985 va rebre la Creu de Sant Jordi.

## Obres
- Facècies (1924)
- La noia de bronze (1927)
- Marta, la Fatídica (1932)
- Lena i el seu destí (1934)
- El Paradís Perdut (1935)
- Ronda d'històries (1935)
- Pels camins de la llum (1938)
- Ventall de contes (1939)
- Estampas de muerte y resurección (1943)
- Siluetes epigramàtiques (1933, 1952 i 1971), en tres volums
- Petits poemes de la llar (1947)
- Josep Maria Folch i Torres (1953)
- Girona, arca de somnis (1956)
- Prudenci Bertrana: l'home i l'escriptor (1959)
- La represàlia (1968)
- Del meu viatge per la vida (1978)

Obres presentades als Jocs Florals de Barcelona
- Eixalament (1924), 1r accèssit a la Copa Artística
- Janet i els altres dos (1929)
- Tendresa (1930), 2n accèssit a la Copa Artística
- L'ascensió de Lena (1931), 1r accèssit a la Copa Artística
- El Present del coraler (1932)
- Històries de goig i de turment (1933)
- Dels records que m'enduria (1935), premi de la Copa Artística

## Fons personal
El seu fons personal es conserva a l'Arxiu Nacional de Catalunya. El fons conté la documentació generada i rebuda per Tomàs Roig i Llop; documentació produïda en funció de la seva activitat professional vinculada al món de la ràdio difusió (Ràdio Associació de Catalunya, Radio España de Barcelona, Radio Nacional de España), als peritatges cal·ligràfics i a l'exercici de l'advocacia, i documentació produïda en funció de la seva activitat com a escriptor. Aquest apartat reuneix la documentació generada com a prosista i com a periodista i està constituït per un recull d'obres (incloent-hi originals manuscrits i mecanoscrits a més d'obra publicada), traduccions d'obres alienes, obra musical (lletres de cançons, adaptacions), articles publicats en diverses revistes, col·laboracions i dossiers de treball.
El fons, a més, conserva correspondència amb diversos escriptors destacats del moment i la documentació produïda amb relació a l'activitat associativa de Tomàs Roig, entre la qual destaca, per una banda, la vinculada a FESTA (Fomento del Espectáculo Selecto y Teatro Asociación) i a l'Agrupació d'Amics de Joan Maragall; i per altra banda, la vinculada als Jocs Florals i a altres certamens literaris, conferències, cursos i pregons.
Finalment, el fons també conté documentació personal, documentació sobre el productor del fons i una col·lecció de llibres, publicacions periòdiques i retalls de premsa.